# Тинтнер, Георг
Гео́рг Ти́нтнер (нем. Georg Tintner; 22 мая 1917[…], Вена — 2 октября 1999[…], Галифакс) — австрийский, новозеландский, австралийский и канадский дирижёр и композитор еврейского происхождения.

## Биография
В детстве пел в Венском хоре мальчиков под руководством Франца Шалька. В Венской академии изучал композицию у Й. Маркса и дирижирование у Ф. Вайнгартнера. Вскоре стал ассистентом дирижёра в Венской народной опере.
В 1938 г., в период преследования евреев, покинул Вену. В 1940 г. приехал в Окленд, где до конца войны дирижировал церковным хором. В 1946 г. получил новозеландское гражданство. В 1947 г. руководил Оклендским хоровым обществом, в 1948 г. — камерным оркестром.
В 1954 г. переехал в Австралию, служил в частной оперной труппе, с 1957 г. — в Австралийской опере.
В 1966—1967 гг. работал с Кейптаунским муниципальным оркестром, в 1967—1970 гг. — с Английской национальной оперой. В 1976 г. стал музыкальным директором Квинслендского театрального оркестра.
В 1987 г. переехал в Канаду, где стал главным дирижёром Симфонического оркестра Новой Шотландии. В 1998 г. награждён орденом Канады.
2 октября 1999 г., после шестилетней борьбы с раком, выбросился с балкона своей квартиры на 11-м этаже.
Завоевал репутацию одного из крупнейших интерпретаторов произведений Антона Брукнера: незадолго до смерти, в 1995—1998 гг., записал для лейбла «Naxos» полный цикл симфоний этого композитора, получивший множество хвалебных отзывов.